# Leyla Abdullayeva
Leyla Abdullayeva est une diplomate azerbaïdjanaise, chef du service de presse du ministère des Affaires étrangères de la république d'Azerbaïdjan (2018-2022), ambassadrice extraordinaire et plénipotentiaire d'Azerbaïdjan en France (depuis 2022).

## Biographie
Leyla Abdullayeva est née en 1981 à Bakou. Elle étudie à l'université d'État de Bakou, faculté de droit international et de relations internationales, licence et maîtrise en relations internationales.
Depuis 2002, elle occupe des postes diplomatiques dans divers départements du ministère des Affaires étrangères, dans les représentations de la république d'Azerbaïdjan auprès de l'OTAN, à l'ambassade d'Azerbaïdjan auprès du royaume de Belgique et de l'Union européenne.
Le 4 octobre 2018, Leyla Abdullayeva est nommée chef du service de presse du ministère des Affaires étrangères de l'Azerbaïdjan.
Le 17 octobre 2022, Leyla Abdullayeva est désignée Ambassadrice de la République d’Azerbaïdjan en République Française.

## Prix
- Médaille pour distinction dans le service diplomatique